# Francesco Beschi
Francesco Beschi (ur. 6 sierpnia 1951 w Brescii) – włoski duchowny katolicki, biskup Bergamo od 2009.

## Życiorys
Święcenia kapłańskie otrzymał 7 czerwca 1975 i został inkardynowany do diecezji Brescii. Był m.in. dyrektorem wydziału kurialnego ds. rodzin, dyrektorem Centrum im. Pawła VI, wikariuszem biskupim ds. laikatu oraz prowikariuszem generalnym diecezji.

### Episkopat
25 marca 2003 papież Jan Paweł II mianował go biskupem pomocniczym diecezji Brescii, ze stolicą tytularną Vinda. Sakry biskupiej udzielił mu 18 maja 2003 ówczesny biskup Brescii - Giulio Sanguineti.
22 stycznia 2009 został mianowany biskupem ordynariuszem diecezji Bergamo. Ingres odbył się 15 marca 2009.